# دوریان بیلیکباشی
دوریان بیلیکباشی (آلبانیایی: Dorian Bylykbashi؛ زادهٔ ۸ اوت ۱۹۸۰) بازیکن فوتبال اهل آلبانی بود.
از باشگاه‌هایی که در آن بازی کرده‌است می‌توان به باشگاه فوتبال پارتیزانی تیرانا، باشگاه فوتبال کریفباس کریفیی ریه، باشگاه فوتبال ولازنیا اشکودر، و باشگاه فوتبال الباسانی اشاره کرد.
وی همچنین در تیم ملی فوتبال آلبانی بازی کرده‌است.